# حکمت ۳۴۰۲
سیارک ۳۴۰۲ (به انگلیسی: 3402 Wisdom، نامگذاری:1981PB) سه هزار و چهارصد و دومین سیارک کشف شده‌است که در ۵ اوت ۱۹۸۱ کشف شد.
قدر مطلق سیارک برابر ۱۵٫۲۰ است.